# Курская ТЭЦ-4
Курская ТЭЦ-4 — теплоэлектроцентраль, расположенная в Центральном округе города Курска, является производственным подразделением филиала ПАО «Квадра» — «Курская генерация». Установленная электрическая мощность станции составляет 4,8 МВт, тепловая — 395 Гкал/ч. Численность сотрудников — 88 человек.
Возведение Курской ТЭЦ-4 (до 1964 года Центральная электростанция) началось 7 ноября 1929 года. Проект электрификации Курска предполагал, что к концу 1930-х мощность станции вырастет в 4 раза. Реализация плана вызывала множество сложностей в связи с дефицитом материалов и отсутствием тяжелой техники.
С началом Великой Отечественной войны работы по расширению станции были прекращены.  После первых бомбежек в августе 1941 года энергетики провели светомаскировку сооружения. Благодаря этому немецкие бомбардировщики не могли различить в бесформенном здании электростанцию. В феврале 1943 года в ходе военных действий дизельная станция, маслохозяйство, склады и другие постройки были уничтожены. Спустя месяц началось восстановление ЦЭС. В октябре 1946 года станция вышла на расчетную мощность.
В начале 1980-х станцию модернизировали, что положительно сказалось на производительности станции. На ТЭЦ-4 смонтировали новые высокопроизводительные водогрейные котлы и паровую турбину. Годовая выработка тепла выросла до 400 тысяч Гкал, а электроэнергии – до 30 миллионов кВт·ч. В это же время на ТЭЦ-4 возвели 150-метровую дымовую трубу. В 2010 – 2013 гг. прошел очередной этап обновления оборудования: реконструкция водогрейных и паровых котлов, автоматизация управления станцией . Основным топливом для станции является природный газ, резервным – мазут.
В настоящее время станция осуществляет теплоснабжение исторического центра Курска.

## Перечень основного оборудования
| Агрегат           | Тип        | Изготовитель                           | Количество | Монтаж          | Основные характеристики | Основные характеристики | Источники   |
| Агрегат           | Тип        | Изготовитель                           | Количество | Монтаж          | Параметр                | Значение                | Источники   |
| ----------------- | ---------- | -------------------------------------- | ---------- | --------------- | ----------------------- | ----------------------- | ----------- |
| Паровой котёл     | ЗВГ-400    | Таганрогский завод «Красный котельщик» | 3          | 1932 г. 1934 г. | Топливо                 | природный газ, мазут    | [ 1 ] [ 2 ] |
| Паровой котёл     | ЗВГ-400    | Таганрогский завод «Красный котельщик» | 3          | 1932 г. 1934 г. | Производительность      | 23 т/ч                  | [ 1 ] [ 2 ] |
| Паровой котёл     | ЗВГ-400    | Таганрогский завод «Красный котельщик» | 3          | 1932 г. 1934 г. | Параметры пара          | 23 кгс/см2, 375 °С      | [ 1 ] [ 2 ] |
| Паровой котёл     | КТО-2      | Ленинградский котельный завод          | 1          | 1937 г.         | Топливо                 | природный газ, мазут    | [ 1 ] [ 2 ] |
| Паровой котёл     | КТО-2      | Ленинградский котельный завод          | 1          | 1937 г.         | Производительность      | 30 т/ч                  | [ 1 ] [ 2 ] |
| Паровой котёл     | КТО-2      | Ленинградский котельный завод          | 1          | 1937 г.         | Параметры пара          | 23 кгс/см2, 375 °С      | [ 1 ] [ 2 ] |
| Водогрейный котёл | ПТВМ-50    | —                                      | 1          | 1966 г.         | Топливо                 | природный газ, мазут    | [ 1 ]       |
| Водогрейный котёл | ПТВМ-50    | —                                      | 1          | 1966 г.         | Производительность      | 50 Гкал/ч               | [ 1 ]       |
| Водогрейный котёл | ПТВМ-100   | —                                      | 1          | 1972 г.         | Топливо                 | природный газ, мазут    | [ 1 ]       |
| Водогрейный котёл | ПТВМ-100   | —                                      | 1          | 1972 г.         | Производительность      | 100 Гкал/ч              | [ 1 ]       |
| Водогрейный котёл | КВГМ-100   | —                                      | 2          | 1985 г. 1989 г. | Топливо                 | природный газ, мазут    | [ 1 ]       |
| Водогрейный котёл | КВГМ-100   | —                                      | 2          | 1985 г. 1989 г. | Производительность      | 100 Гкал/ч              | [ 1 ]       |
| Паровая турбина   | Р-6-35/10М | Калужский турбинный завод              | 1          | 1982 г.         | Установленная мощность  | 6 МВт                   | [ 1 ] [ 2 ] |
| Паровая турбина   | Р-6-35/10М | Калужский турбинный завод              | 1          | 1982 г.         | Параметры пара          | 21 кгс/см2, 375 °С      | [ 1 ] [ 2 ] |